# Poltergeist III
Poltergeist III (uneori cunoscut ca Poltergeist 3 sau Poltergeist 3: We're Back) este un film de groază din 1988, al treilea și ultimul din seria de filme Poltergeist. Este regizat de Gary Sherman.

## Actori
- Tom Skerritt este Bruce Gardner
- Nancy Allen este Pat Gardner
- Heather O'Rourke este Carol Anne Freeling
- Zelda Rubinstein este Tangina Barrons
- Lara Flynn Boyle este Donna Gardner
- Richard Fire este Dr. Seaton
- Nathan Davis este Reverend Henry Kane
- Kipley Wentz este Scott